# Suthora
Suthora är ett släkte i familjen papegojnäbbar inom ordningen tättingar.

## Arter i släktet
Släktet omfattar 13 arter:
- Roststrupig papegojnäbb (S. przewalskii)
- Kortstjärtad papegojnäbb (S. davidiana)
- Gulbrun papegojnäbb (S. fulvifrons)
- Guldpapegojnäbb (S. verreauxi)
- Svartstrupig papegojnäbb (S. nipalensis)
- Svartbrynad papegojnäbb (S. atrosuperciliaris)
- Glasögonpapegojnäbb (S. conspicillata)
- Tofspapegojnäbb (S. zappeyi)
- Sichuanpapegojnäbb (S. ricketti)
- Brunvingad papegojnäbb (S. brunnea)
- Gråstrupig papegojnäbb (S. alphonsiana)
- Rosenpapegojnäbb (S. webbiana)

Tidigare inkluderades alla arter med trivialnamnet papegojnäbbar förutom större papegojnäbb i Paradoxornis. DNA-studier visar dock att större papegojnäbb och den amerikanska arten messmyg (Chamaea fasciata) är inbäddade i släktet. Paradoxornis delades därför upp i ett antal mindre släkten, däribland Suthora. Inledningsvis begränsades Suthora till arterna gulbrun papegojnäbb, svartstrupig papegojnäbb och guldpapegojnäbb. Efter senare studier som visar att de genetiska avstånden mellan släktena var relativt små har dock Suthora expanderats till att omfatta flera arter. 

## Familjetillhörighet
DNA-studier visar att papegojnäbbarna bildar en grupp tillsammans med den amerikanska arten messmyg, de tidigare cistikolorna i Rhopophilus samt en handfull släkten som tidigare också ansågs vara timalior (Fulvetta, Lioparus, Chrysomma, Moupinia och Myzornis). Denna grupp är i sin tur närmast släkt med sylvior i Sylviidae och har tidigare inkluderats i den familj, vilket i stor utsträckning görs fortfarande. Enligt sentida studier skilde sig dock de båda grupperna sig åt för hela cirka 19 miljoner år sedan, varför tongivande International Ornithological Congress (IOC) numera urskilt dem till en egen familj, Paradoxornithidae. Denna linje följs här.